# Linea Tōbu Ogose
La  Linea Tōbu Ogose (東武越生線?, Tōbu Ogose-sen) gestita dalle Ferrovie Tōbu è una ferrovia di diramazione a scartamento ridotto della linea Tōbu Tōjō che si distacca da quest'ultima presso la stazione di Sakado e raggiunge quella di Ogose, dove è possibile effettuare l'interscambio sulla linea Hachikō della JR East.

## Caratteristiche principali
- Lunghezza：10,9 km
- Scartamento：1067 mm
- Sezioni a doppio binario：nessuna
- Sezione a binario singolo: tutta la linea
- Elettrificazione: completa a 1500V CC

## Servizi
I servizi consistono in quattro treni all'ora in ciascuna direzione durante le ore di morbida, aumentate a 6 all'ora durante la mattina e la sera. I treni sono composti da 8 casse della serie 8000 (elettrotreni).

## Stazioni
| Num.  | Stazione       | Giapponese | Distanza | Collegamenti    | Posizione     | Posizione |
| ----- | -------------- | ---------- | -------- | --------------- | ------------- | --------- |
| TJ-26 | Sakado         | 坂戸       | 0.0      | Linea Tōbu Tōjō | Sakado        | Saitama   |
| TJ-41 | Ippommatsu     | 一本松     | 2.8      |                 | Tsurugashima  | Saitama   |
| TJ-42 | Nishi-Ōya      | 西大家     | 4.4      | Sakado          |               | Saitama   |
| TJ-43 | Kawakado       | 川角       | 5.6      | Moroyama        |               | Saitama   |
| TJ-44 | Bushū-Nagase   | 武州長瀬   | 7.6      | Moroyama        |               | Saitama   |
| TJ-45 | Higashi-Moro   | 東毛呂     | 8.6      | Moroyama        |               | Saitama   |
| TJ-46 | Bushū-Karasawa | 武州唐沢   | 9.4      | Ogose           |               | Saitama   |
| TJ-47 | Ogose          | 越生       | 10.9     | Ogose           | Linea Hachikō | Saitama   |